# 乙醛酸循环

乙醛酸循環的概述

乙醛酸循環（英語：Glyoxylate cycle）又稱乙醛酸途徑、乙醛酸旁路，是檸檬酸循環的一種變體，是一種發生在植物、細菌、原生生物、和真菌中的合成代謝途徑。乙醛酸循環的中心是乙酰輔酶A向琥珀酸的轉化，以合成糖类(碳水化合物)。在微生物中，當葡萄糖或果糖等單醣不可用時，乙醛酸循環允許細胞使用兩個碳（C2 化合物），如乙酸鹽，以滿足細胞碳需求。通常認為動物中不存在該循環，但在胚胎发生早期階段的線蟲除外。然而，近年來，在一些動物組織中檢測到參與乙醛酸循環的關鍵酶蘋果酸合酶 (Malate synthase, MS) 和异柠檬酸裂合酶 (Isocitrate lyase, ICL)，引發了關於細菌和動物體內酶的進化關係的問題，並表明動物編碼循環的替代酶，其功能不同於非後生動物物種中已知的蘋果酸合酶和异柠檬酸裂合酶。
植物以及一些藻類和細菌可以使用乙酸鹽作為碳源來生產碳化合物。 植物和細菌採用了一種稱為乙醛酸循環的檸檬酸循環的改進，以從兩個乙酸碳單元產生四個碳二羧酸。 乙醛酸循環繞過了檸檬酸循環的兩個氧化脫羧反應，直接通過异柠檬酸裂合酶和蘋果酸合酶將異檸檬酸轉化為蘋果酸和琥珀酸。
乙醛酸循環由 Hans Kornberg 爵士和他的導師汉斯·阿道夫·克雷布斯 (Hans Krebs) 於1957年在牛津大學發現，並發表了一篇《自然》期刊論文《通過改進的三羧酸循環從C2單元合成細胞成分》（Synthesis of Cell Constituents from C2-Units by a Modified Tricarboxy Acid Cycle）。

## 與檸檬酸循環的的相似之處
乙醛酸循環使用與檸檬酸循環相關的8種酶中的5種：檸檬酸合酶、烏頭酸酶、琥珀酸脫氫酶、延胡索酸酶、和蘋果酸脫氫酶。這兩個循環的不同之處在於，在乙醛酸循環中，異檸檬酸通過异柠檬酸裂合酶（ICL）而不是α-酮戊二酸轉化為乙醛酸和琥珀酸。這繞過了在檸檬酸循環（TCA 循環）中發生的脫羧步驟，從而允許在包括葡萄糖在內的大分子的後期合成中使用簡單的碳化合物。 乙醛酸隨後與乙酰輔酶A結合產生蘋果酸，由蘋果酸合酶催化。  蘋果酸也是由琥珀酸在琥珀酸脫氫酶和延胡索酸酶的作用下平行形成的。

## 在糖異生中的作用
來自脂質的脂肪酸通常被脊椎動物用作能源，因為脂肪酸通過β-氧化降解為乙酸鹽分子。 這種與輔酶A的活性硫醇基結合的乙酸鹽進入檸檬酸循環（TCA 循環），在此完全氧化為二氧化碳。 因此，該途徑允許細胞從脂肪中獲取能量。 為了使用脂肪中的乙酸鹽進行碳水化合物的生物合成，使用乙醛酸循環，其初始反應與檸檬酸循環相同。
含有細胞壁的生物體，例如植物、真菌和細菌，在生長過程中需要非常大量的碳水化合物來生物合成複雜的結構多醣，例如纖維素、葡聚醣和幾丁質。 在這些生物體中，在沒有可用碳水化合物的情況下（例如，在某些微生物環境中或植物種子发芽期間），乙醛酸循環允許通過脂肪酸β-氧化中產生的乙酸鹽從脂質合成葡萄糖。
乙醛酸循環繞過了檸檬酸循環中碳以CO2 形式損失的步驟。 乙醛酸循環的兩個初始步驟與檸檬酸循環中的相同：乙酸→檸檬酸→異檸檬酸。 在下一步中，由第一個乙醛酸循環酶异柠檬酸裂合酶催化，異檸檬酸裂解為琥珀酸和乙醛酸（後者為循環命名）。乙醛酸與乙酰輔酶A縮合（由蘋果酸合酶催化的一個步驟），產生蘋果酸。 蘋果酸和草酰乙酸都可以轉化為磷酸烯醇丙酮酸，它是磷酸烯醇丙酮酸羧激酶的產物，它是糖異生中的第一個酶。 因此，乙醛酸循環的最終結果是由脂肪酸產生葡萄糖。 第一步生成的琥珀酸可進入檸檬酸循環，最終形成草酰乙酸。

## 反应场所和相关酶
催化乙醛酸途径的酶，既存在于线粒体，又存在于一种植物膜特有的亚细胞结构乙醛酸循环体，特别包括只存在乙醛酸循环体的两种酶，即异柠檬酸裂合酶和苹果酸合酶。

## 过程
乙醛酸途径开始于草酰乙酸与乙酰辅酶A的缩合。但线粒体中的草酰乙酸不能透过线粒体膜，必须在天冬氨酸氨基转移酶作用下接受谷氨酸分子的α-氨基形成天冬氨酸，才能跨越线粒体膜并进入乙醛酸循环体。在乙醛酸循环体内，天冬氨酸再经天冬氨酸氨基转移酶的作用将氨基转移到α-酮戊二酸分子上，本身形成草酰乙酸后，才能与乙酰-CoA结合形成柠檬酸。柠檬酸异构化形成异柠檬酸，与柠檬酸循环不同的是异柠檬酸不进行脱羧，而是经异柠檬酸裂合酶裂解成为琥珀酸和乙醛酸。乙醛酸与另一分子乙酰CoA在苹果酸合酶催化缩合形成苹果酸，苹果酸穿过乙醛酸循环体膜进入细胞溶胶，由苹果酸脱氢酶将其氧化为草酰乙酸。
细胞溶胶中的草酰乙酸可经糖异生转变为葡萄糖。异柠檬酸裂解产生的琥珀酸又可跨膜进入线粒体，通过与柠檬酸相同的途径形成草酰乙酸，同时将2分子NAD+和一分子的FAD还原。
其总反应式为：
2 乙酰-CoA + 2 NAD+ + FAD → 草酰乙酸 + 2 CoA-SH + 2 NADH + FADH2 + 2 H+

## 在生物體中的功能

### 植物
乙醛酸循环在植物种子中有特别意义。它使萌发的种子将贮存的三酰甘油通过乙酰-CoA转变为葡萄糖。
在植物中，乙醛酸循環發生在稱為乙醛醣體的特殊過氧化物酶體中。 這個循環允許種子在發芽期間使用脂質作為能量來形成枝條。 由於缺乏執行此功能的器官，種子無法利用光合作用產生生物量。 發芽種子的脂質儲存用於形成碳水化合物，促進生物體的生長和發育。

### 病原真菌
在某些病原真菌中，乙醛酸循環可能起到完全不同的作用。 乙醛酸循環的主要酶蘋果酸合酶和异柠檬酸裂合酶的水平在與人類宿主接觸後大大增加。 與野生型相比，缺乏异柠檬酸裂合酶的特定真菌種類的突變體在小鼠研究中的毒力也顯著降低。 這兩個觀察結果之間的確切聯繫仍在探索中，但可以得出結論，乙醛酸循環是這些微生物發病機制中的一個重要因素。

### 脊椎動物
脊椎動物曾被認為無法進行這個循環，因為沒有證據表明它的兩種關鍵酶，異檸檬酸裂合酶和蘋果酸合酶。 然而，一些研究表明，這種途徑可能存在於一些（如果不是全部）脊椎動物中
。 具體來說，一些研究表明，乙醛酸循環的成分在雞的肝臟組織中大量存在。 諸如此類的數據支持這種循環理論上可以發生在最複雜的脊椎動物中的想法。